# Hosahalli, Maddur
Hosahalli là một làng thuộc tehsil Maddur, huyện Mandya, bang Karnataka, Ấn Độ.